# Андреас Бек (тенісист)
Андреас Бек (нім. Andreas Beck; нар. 5 лютого 1986) — колишній німецький тенісист.
Найвищу одиночну позицію світового рейтингу — 33 місце досяг 2 листопада 2009, парну — 116 місце — 30 січня 2012 року.
Найвищим досягненням на турнірах Великого шолома було 2 коло в одиночному та парному розрядах.
Завершив кар'єру 2016 року.

## Фінали турнірів ATP за кар'єру

### Одиночний розряд: 1 (1 поразка)
| Легенда                                     |
| ------------------------------------------- |
| Турніри Великого шолома (0–0)               |
| Фінали Світового туру ATP (0–0)             |
| Серія Мастерс 1000 Світового Туру ATP (0–0) |
| Серія 500 Світового туру ATP (0–0)          |
| Серія 250 Світового туру ATP (0–1)          |

| Титули за покриттям |
| ------------------- |
| Тверде (0–0)        |
| Ґрунт (0–1)         |
| Трава (0–0)         |
| Килим (0–0)         |

| Титули за типом корту |
| --------------------- |
| Відкритий (0–1)       |
| Закритий (0–0)        |

| Результат | В-П | Дата     | Турнір           | Рівень    | Покриття | Суперник       | Рахунок       |
| --------- | --- | -------- | ---------------- | --------- | -------- | -------------- | ------------- |
| Поразка   | 0–1 | Сер 2009 | Гштад, Швейцарія | Серія 250 | Ґрунт    | Томас Беллуччі | 4–6, 6–7(2–7) |

### Парний розряд: 2 (2 поразки)
| Легенда                                     |
| ------------------------------------------- |
| Турніри Великого шолома (0–0)               |
| Фінали Світового туру ATP (0–0)             |
| Серія Мастерс 1000 Світового Туру ATP (0–0) |
| Серія 500 Світового туру ATP (0–0)          |
| Серія 250 Світового туру ATP (0–2)          |

| Титули за покриттям |
| ------------------- |
| Тверде (0–0)        |
| Ґрунт (0–1)         |
| Трава (0–1)         |
| Килим (0–0)         |

| Титули за типом корту |
| --------------------- |
| Відкритий (0–2)       |
| Закритий (0–0)        |

| Результат | В-П | Дата     | Турнір            | Рівень    | Покриття | Партнер          | Opponenta                        | Рахунок       |
| Поразка   | 0–1 | Лип 2009 | Галле, Німеччина  | Серія 250 | Трава    | Марко К'юдінеллі | Крістофер Кас Філіпп Кольшрайбер | 3–6, 4–6      |
| Поразка   | 0–2 | Тра 2011 | Мюнхен, Німеччина | Серія 250 | Ґрунт    | Крістофер Кас    | Орасіо Себальйос Сімоне Болеллі  | 6–7(3–7), 4–6 |

## Фінали ATP Челленджер і ITF Ф'ючерс

### Одиночний розряд: 30 (14–16)
| Легенда               |
| --------------------- |
| ATP Челленджер (5–10) |
| ITF Ф'ючерс (9–6)     |

| Фінали за покриттям |
| ------------------- |
| Тверде (6–6)        |
| Ґрунт (6–7)         |
| Трава (0–0)         |
| Килим (2–3)         |

| Результат | В-П   | Дата     | Турнір                                           | Рівень     | Покриття | Суперник             | Рахунок                          |
| --------- | ----- | -------- | ------------------------------------------------ | ---------- | -------- | -------------------- | -------------------------------- |
| Поразка   | 0–1   | Тра 2004 | Німеччина F6, Арнсберг                           | Ф'ючерс    | Ґрунт    | Андіс Юшка           | 4–6, 1–6                         |
| Перемога  | 1–1   | Сер 2004 | Нідерланди F4, Алфен-ан-ден-Рейн (муніципалітет) | Ф'ючерс    | Ґрунт    | Стефан Ваутерс       | 7–6(7–1), 6–2                    |
| Поразка   | 1–2   | Січ 2005 | Німеччина F3, Обергахінг                         | Ф'ючерс    | Тверде   | Робін Вік            | 6–7(3–7), 6–4, 1–6               |
| Перемога  | 2–2   | Лип 2005 | Німеччина F6, Трір                               | Ф'ючерс    | Ґрунт    | Трістан Меньян       | 6–1, 6–2                         |
| Перемога  | 3–2   | Січ 2006 | Німеччина F1, Нуслох                             | Ф'ючерс    | Килим    | Тобіас Заммерер      | 7–6(8–6), 7–6(7–5)               |
| Поразка   | 3–3   | Січ 2006 | Німеччина F3, Обергахінг                         | Ф'ючерс    | Тверде   | Тобіас Заммерер      | 4–6, 3–6                         |
| Перемога  | 4–3   | Бер 2006 | Сараєво, Боснія і Герцеговина                    | Челленджер | Тверде   | Андреас Вінчігерра   | 2–6, 7–6(7–1), 7–6(8–6)          |
| Перемога  | 5–3   | Кві 2007 | Велика Британія F8, Бат                          | Ф'ючерс    | Тверде   | Тома Оже             | 7–5, 6–4                         |
| Перемога  | 6–3   | Лип 2007 | Німеччина F7, Трір                               | Ф'ючерс    | Ґрунт    | Ладіслав Храмоста    | 6–2, 6–4                         |
| Перемога  | 7–3   | Сер 2007 | Австрія F7, Altenstadt                           | Ф'ючерс    | Ґрунт    | Антоніо Веїч         | 6–4, 6–4                         |
| Перемога  | 8–3   | Сер 2007 | Німеччина F14, Вальштедт                         | Ф'ючерс    | Ґрунт    | Юліан Райстер        | 5–7, 6–2, 6–2                    |
| Поразка   | 8–4   | Лис 2007 | Аахен, Німеччина                                 | Челленджер | Килим    | Євген Корольов       | 4–6, 4–6                         |
| Поразка   | 8–5   | Лют 2008 | Німеччина F4, Меттман                            | Ф'ючерс    | Килим    | Зімон Гройль         | 2–6, 6–3, 2–6                    |
| Перемога  | 9–5   | Бер 2008 | Сараєво, Боснія і Герцеговина                    | Челленджер | Тверде   | Александер Пея       | 6–3, 7–6(10–8)                   |
| Перемога  | 10–5  | Тра 2008 | Дрезден, Німеччина                               | Челленджер | Ґрунт    | Чон Ун Сон           | 2–6, 6–3, 7–5                    |
| Поразка   | 10–6  | Вер 2008 | Дюссельдорф, Німеччина                           | Челленджер | Ґрунт    | Крістоф Вліген       | 0–6, 3–6                         |
| Поразка   | 10–7  | Лис 2008 | Джерсі, Велика Британія                          | Челленджер | Тверде   | Адріан Маннаріно     | 6–7(4–7), 6–7(4–7)               |
| Поразка   | 10–8  | Бер 2009 | Безансон, Франція                                | Челленджер | Тверде   | Крістоф Вліген       | 2–6, 7–6(10–8), 3–6              |
| Перемога  | 11–8  | Бер 2009 | Khorat, Таїланд                                  | Челленджер | Тверде   | Філіп Прпіч          | 7–5, 6–3                         |
| Поразка   | 11–9  | Лют 2011 | Казань, Росія                                    | Челленджер | Тверде   | Маріус Копіл         | 4–6, 4–6                         |
| Поразка   | 11–10 | Бер 2011 | Бат, Велика Британія                             | Челленджер | Тверде   | Дмитро Турсунов      | 4–6, 4–6                         |
| Поразка   | 11–11 | Лип 2011 | Оберштауфен, Німеччина                           | Челленджер | Ґрунт    | Даніель Брандс       | 4–6, 6–7(3–7)                    |
| Поразка   | 11–12 | Вер 2011 | Комо, Італія                                     | Челленджер | Ґрунт    | Пабло Карреньо Буста | 4–6, 6–7(4–7)                    |
| Перемога  | 12–12 | Бер 2014 | Швейцарія F2, Трімбах                            | Ф'ючерс    | Килим    | Альбано Оліветті     | 7–6(7–5), 6–4                    |
| Перемога  | 13–12 | Кві 2014 | Сен-Бріє, Франція                                | Челленджер | Тверде   | Грегуар Бюрк'є       | 7–5, 6–3                         |
| Поразка   | 13–13 | Тра 2014 | Екс-ан-Прованс, Франція                          | Челленджер | Ґрунт    | Дієго Шварцман       | 7–6(7–4), 3–6, 2–6               |
| Поразка   | 13–14 | Лип 2014 | Схевенінген, Нідерланди                          | Челленджер | Ґрунт    | Давід Ґоффен         | 3–6, 2–6                         |
| Поразка   | 13–15 | Січ 2016 | Німеччина F1, Швібердінген                       | Ф'ючерс    | Килим    | Даніель Мазур        | 6–7(10–12), 7–6(13–11), 6–7(5–7) |
| Перемога  | 14–15 | Бер 2016 | Франція F6, Пуатьє                               | Ф'ючерс    | Тверде   | Максім Отом          | 7–6(10–8), 6–4                   |
| Поразка   | 14–16 | Тра 2016 | Франція F9, Грасс                                | Ф'ючерс    | Ґрунт    | Максім Жанв'є        | 6–4, 5–7, 6–7(6–8)               |

### Парний розряд: 15 (8–7)
| Легенда              |
| -------------------- |
| ATP Челленджер (4–6) |
| ITF Ф'ючерс (4–1)    |

| Фінали за покриттям |
| ------------------- |
| Тверде (3–3)        |
| Ґрунт (5–3)         |
| Трава (0–0)         |
| Килим (0–1)         |

| Результат | В-П | Дата     | Турнір                        | Рівень     | Покриття | Партнер            | Суперники                             | Рахунок          |
| --------- | --- | -------- | ----------------------------- | ---------- | -------- | ------------------ | ------------------------------------- | ---------------- |
| Перемога  | 1–0 | Сер 2003 | Хорватія F3, Нашиці           | Ф'ючерс    | Ґрунт    | Жосслен Уанна      | Іван Церович Альберт Лонкарич         | 6–4, 7–5         |
| Поразка   | 1–1 | Кві 2004 | Німеччина F4, Гоенбрунн       | Ф'ючерс    | Ґрунт    | Торстен Попп       | Едвін Кемпес Мелвін оп дер Гейде      | 5–7, 4–6         |
| Перемога  | 2–1 | Лип 2007 | Німеччина F7, Трір            | Ф'ючерс    | Ґрунт    | Марцель Ціммерманн | Бенджамін Ебрагімзаде Філіпп Пецшнер  | без гри          |
| Поразка   | 2–2 | Сер 2008 | Бронкс, США                   | Челленджер | Тверде   | Мартін Фішер       | Лукаш Длоуги Томаш Зіб                | 6–3, 4–6, [9–11] |
| Перемога  | 3–2 | Лют 2011 | Казань, Росія                 | Челленджер | Тверде   | Їв Аллегро         | Михайло Єлгін Олександр Кудрявцев     | 6–4, 6–4         |
| Поразка   | 3–3 | Бер 2011 | Сараєво, Боснія і Герцеговина | Челленджер | Тверде   | Їв Аллегро         | Джеймі Дельгадо Джонатан Маррей       | 6–7(4–7), 2–6    |
| Поразка   | 3–4 | Бер 2011 | Бат, Велика Британія          | Челленджер | Тверде   | Їв Аллегро         | Джеймі Дельгадо Джонатан Маррей       | 3–6, 4–6         |
| Перемога  | 4–4 | Кві 2013 | Мерсін, Туреччина             | Челленджер | Ґрунт    | Домінік Мефферт    | Раду Албот Олександр Недовєсов        | 5–7, 6–3, [10–8] |
| Перемога  | 5–4 | Кві 2013 | Рим, Італія                   | Челленджер | Ґрунт    | Мартін Фішер       | Мартін Еммріх Раміз Джунейд           | 7–6(7–2), 6–0    |
| Поразка   | 5–5 | Тра 2014 | Екс-ан-Прованс, Франція       | Челленджер | Ґрунт    | Мартін Фішер       | Дієго Шварцман Орасіо Себальйос       | 4–6, 6–3, [5–10] |
| Поразка   | 5–6 | Лис 2014 | Еккенталь, Німеччина          | Челленджер | Килим    | Філіпп Пецшнер     | Рубен Бемельманс Нільс Десайн         | 3–6, 6–4, [8–10] |
| Перемога  | 6–6 | Бер 2015 | Шербур, Франція               | Челленджер | Тверде   | Ян Мертл           | Раміз Джунейд Аділ Шамасдін           | 6–2, 3–6, [10–3] |
| Поразка   | 6–7 | Лип 2015 | Тоді, Італія                  | Челленджер | Ґрунт    | Петер Гойовчик     | Флавіо Чіполла Максімо Гонсалес       | 4–6, 1–6         |
| Перемога  | 7–7 | Тра 2016 | Франція F9, Грасс             | Ф'ючерс    | Ґрунт    | Максім Отом        | Марк Форнель Местрес Гонсалу Олівейра | 6–4, 6–3         |
| Перемога  | 8–7 | Вер 2016 | Франція F18, Мюлуз            | Ф'ючерс    | Тверде   | Грегуар Жак        | Максім Отом Юго Нис                   | 6–4, 6–3         |

## Юніорські фінали турнірів Великого шолома

### Парний розряд: 1 (1 поразка)
| Результат | Рік  | Турнір                  | Покриття | Партнер         | Суперники                  | Рахунок       |
| --------- | ---- | ----------------------- | -------- | --------------- | -------------------------- | ------------- |
| Поразка   | 2004 | Відкритий чемпіонат США | Тверде   | Себастьян Рішик | Брендан Еванс Скотт Удсема | 6–4, 1–6, 2–6 |

## Часова шкала результатів
| W | Ф | ПФ | ЧФ | #Р | КТ | К# | DNQ | A | NH |

### Одиночний розряд
| Турніри Великого шлему             |     |     |     |     |     |     |     |     |     |     |        |      |     |
| Відкритий чемпіонат Австралії      |     |     |     | 2р  |     |     | 2р  |     | К1р | К3р | 0 / 2  | 2–2  | 50% |
| Відкритий чемпіонат Франції        | К3р |     | К1р | 2р  | 2р  | 1р  |     | 1р  | 1р  | К1р | 0 / 5  | 2–5  | 29% |
| Вімблдонський турнір               | К1р |     | 1р  | 1р  | 2р  | 1р  |     |     | К2р | К3р | 0 / 4  | 1–4  | 20% |
| Відкритий чемпіонат США з тенісу   | К1р |     | 2р  | 2р  | 2р  | К2р |     | К1р | К2р | К1р | 0 / 3  | 3–3  | 50% |
| В-П                                | 0–0 | 0–0 | 1–2 | 3–4 | 3–3 | 0–2 | 1–1 | 0–1 | 0–1 | 0–0 | 0 / 14 | 8–14 | 36% |
| Тур ATP Мастерс 1000               |     |     |     |     |     |     |     |     |     |     |        |      |     |
| Індіан-Веллс                       |     |     |     |     | 1р  |     |     |     |     |     | 0 / 1  | 0–1  | 0%  |
| Відкритий чемпіонат Маямі з тенісу |     |     |     |     | 1р  |     |     |     |     | К1р | 0 / 1  | 0–1  | 0%  |
| Монте-Карло                        |     |     |     | ЧФ  | 1р  |     |     |     |     |     | 0 / 2  | 3–2  | 60% |
| Рим                                |     |     |     | К2р | 1р  |     |     |     |     |     | 0 / 1  | 0–1  | 0%  |
| Мастерс Цинциннаті                 |     |     |     |     | К1р |     |     |     |     |     | 0 / 0  | 0–0  | –   |
| Шанхай                             |     |     |     | 2р  |     |     |     |     |     |     | 0 / 1  | 1–1  | 50% |
| Париж                              |     |     |     | 1р  |     |     |     |     |     |     | 0 / 1  | 0–1  | 0%  |
| В-П                                | 0–0 | 0–0 | 0–0 | 4–3 | 0–4 | 0–0 | 0–0 | 0–0 | 0–0 | 0–0 | 0 / 7  | 4–7  | 36% |

a Результат на Відкритому чемпіонаті Австралії з тенісу 2012 рахується як 1 перемога, 0 поразок. (Вихід Роджера Федерера без гри у третє коло, коли Бек знявся через травму поперекового відділу хребта, не рахується ні як поразка Бека, ні як виграш Федерера.)